# Wirscheid
Wirscheid ist eine Ortsgemeinde im Westerwaldkreis in Rheinland-Pfalz. Sie gehört der Verbandsgemeinde Ransbach-Baumbach an.

## Geographische Lage
Die Gemeinde liegt im Westerwald zwischen Koblenz und Altenkirchen im Kannenbäckerland.

## Geschichte
Erste urkundliche Erwähnung fand das Dorf im Jahre 1547 als Wersched.

## Politik

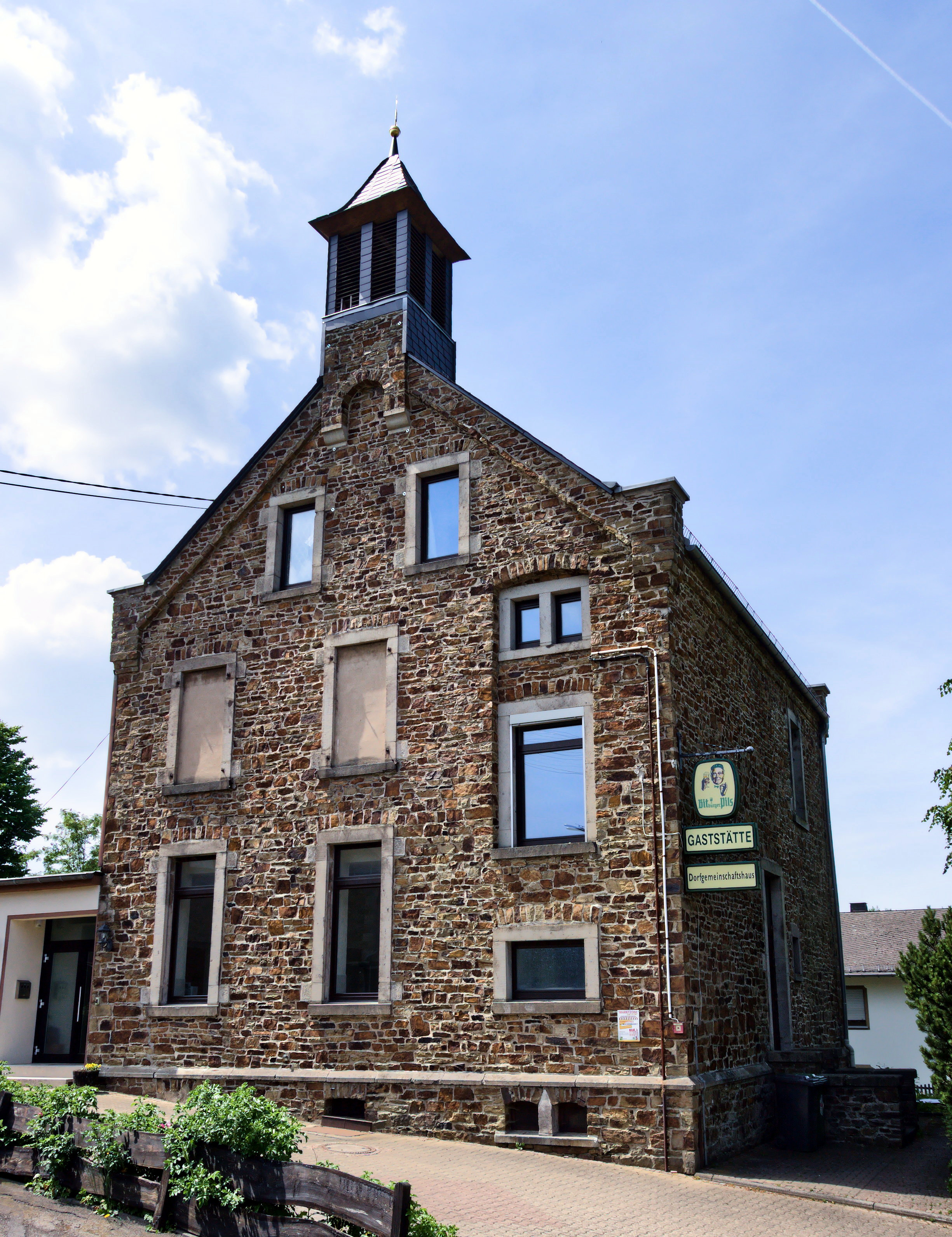
Dorfgemeinschaftshaus

### Gemeinderat
Der Gemeinderat in Wirscheid besteht aus acht Ratsmitgliedern, die bei der Kommunalwahl am 9. Juni 2024 in einer Mehrheitswahl gewählt wurden, und der ehrenamtlichen Ortsbürgermeisterin als Vorsitzender.
Die Sitzverteilung im Gemeinderat:
| Wahl | Grüne             | FWG               | Gesamt  |
| ---- | ----------------- | ----------------- | ------- |
| 2024 | per Mehrheitswahl | per Mehrheitswahl | 8 Sitze |
| 2019 | per Mehrheitswahl | per Mehrheitswahl | 8 Sitze |
| 2014 | per Mehrheitswahl | per Mehrheitswahl | 8 Sitze |
| 2009 | 2                 | 6                 | 8 Sitze |
| 2004 | 2                 | 6                 | 8 Sitze |

### Bürgermeister
Christine Klasen ist Ortsbürgermeisterin von Wirscheid. Bei der Direktwahl am 9. Mai 2019 wurde sie mit einem Stimmenanteil von 84,36 % und am 9. Juni 2024 als einzige Bewerberin mit 73,0 % jeweils für weitere fünf Jahre in ihrem Amt bestätigt.

## Wirtschaft und Infrastruktur

### Verkehr
- Die A 48 mit der Anschlussstelle Höhr-Grenzhausen (AS 12) liegt sechs Kilometer entfernt.
- Der nächstgelegene ICE-Halt ist der Bahnhof Montabaur an der Schnellfahrstrecke Köln–Rhein/Main.